# Conte di Richmond
Il titolo di conte di Richmond è un titolo nobiliare, ora estinto, dei pari del Regno Unito. Venne creato molte volte è ed è stato tenuto da famiglie bretoni, normanne, di stirpe plantageneta, capetingia, sabauda, Tudor e Stuart.

## Storia

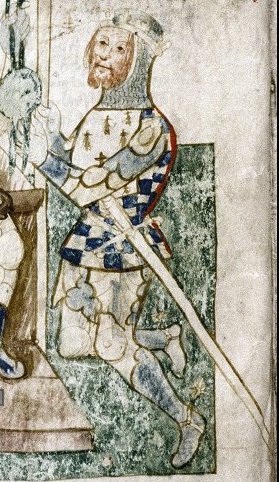
Alano detto il Rosso, primo Lord di Richmond

Alano detto il Rosso (1040 circa-1093) era discendente dai duchi di Bretagna: infatti Alano detto il Rosso, che era figlio di Oddone I di Penthièvre (999-1079), reggente del ducato di Bretagna, che a sua volta era figlio del duca di Bretagna Goffredo I (980-1008), prese parte alla conquista normanna dell'Inghilterra al seguito di Guglielmo I d'Inghilterra e come ricompensa ottenne nuove terre, incluse alcune che erano appartenute a Edwin, ultimo conte di Mercia, nello Yorkshire, detto l'Onore di Richmond, dove (nel villaggio di Richmond) costruì il castello di Richmond.
Gli successero prima il fratello, Alano detto il Nero e quindi a questi subentrò, nel 1098, un terzo fratello, il più giovane dei figli di Oddone I di Penthièvre, Stefano, conte di Penthièvre I signori (Lords) delle terre di Richmond erano conosciuti con il titolo di "conte", benché esso non fosse stato ancora formalizzato da un editto reale.
Il figlio di Stefano, Alano II detto il Nero (prima del 1100-1146), fu il primo a essere conosciuto ufficialmente con il titolo di pari. Sposò Berta, figlia del duca Conan III di Bretagna (tra il 1093 e il 1096-17 settembre 1148). Il loro figlio Conan IV di Bretagna 1138-20 febbraio 1171) sposò Margaret di Huntingdon (1145-1201), sorella di Malcolm IV di Scozia.
Conan IV riassunse sotto di sé i titoli di duca di Bretagna e di conte di Richmond. Sua erede fu la figlia Costanza di Bretagna, e il titolo di conte di Richmond passò insieme a quello di duca di Bretagna ai suoi tre mariti (Goffredo II di Bretagna, figlio di Enrico II d'Inghilterra, Ranulph de Blondeville e Guido di Thouars. Il titolo di conte andò al primogenito Arturo I di Bretagna e quando questi morì per mano dello zio Giovanni Senza Terra il titolo ritornò al re.
Una delle figlie avute da Costanza dal terzo matrimonio, Alice, duchessa di Bretagna (5 settembre 1201-21 ottobre 1221), per volere di Filippo II di Francia fu data in sposa a Pietro I di Bretagna, che ereditò sia il titolo di duca che quello di conte fino al 1235 anno in cui voltò le spalle alla propria alleanza con l'Inghilterra e perdendo quindi il contado e le sue proprietà.
Nel 1241 Enrico III d'Inghilterra diede il titolo a Pietro II di Savoia, zio della moglie Eleonora di Provenza: alla sua morte, il titolo ritornò alla nipote Eleonora che a sua volta lo girò alla corona.
Nel 1268 Enrico III girò di nuovo il titolo a Giovanni I di Bretagna, nipote da parte di madre della duchessa Costanza di Bretagna e la sua famiglia lo detenne a lungo, fino al 1342, anno in cui Edoardo III d'Inghilterra lo assegnò al figlio Giovanni. Questi lo dovette cedere nel 1372 a Giovanni V di Bretagna e quando egli morì senza eredi nel 1399 il titolo era disputato sia dai duchi di Bretagna che dai nobili inglesi.
Nel 1414 il titolo andò a Giovanni Plantageneto e nel 1453 passò a Edmondo Tudor fratellastro del re Enrico VI d'Inghilterra. Quando il figlio di Edmondo salì al trono come Enrico VII d'Inghilterra nel 1485 il titolo di conte tornò alla corona e vi rimase per i successivi quarant'anni.
Ludovic Stuart, II duca di Lennox (29 settembre 1574-16 febbraio 1624), che aveva altri titoli come pari di Scozia ricevette anche quello di conte nel 1613 e dieci anni dopo fu trasformato in duca di Richmond. Il contado si estinse quindi nel 1624 e da allora non è più stato ricreato.

## Conti di Richmond, primi Signori (Lords) di Richmond

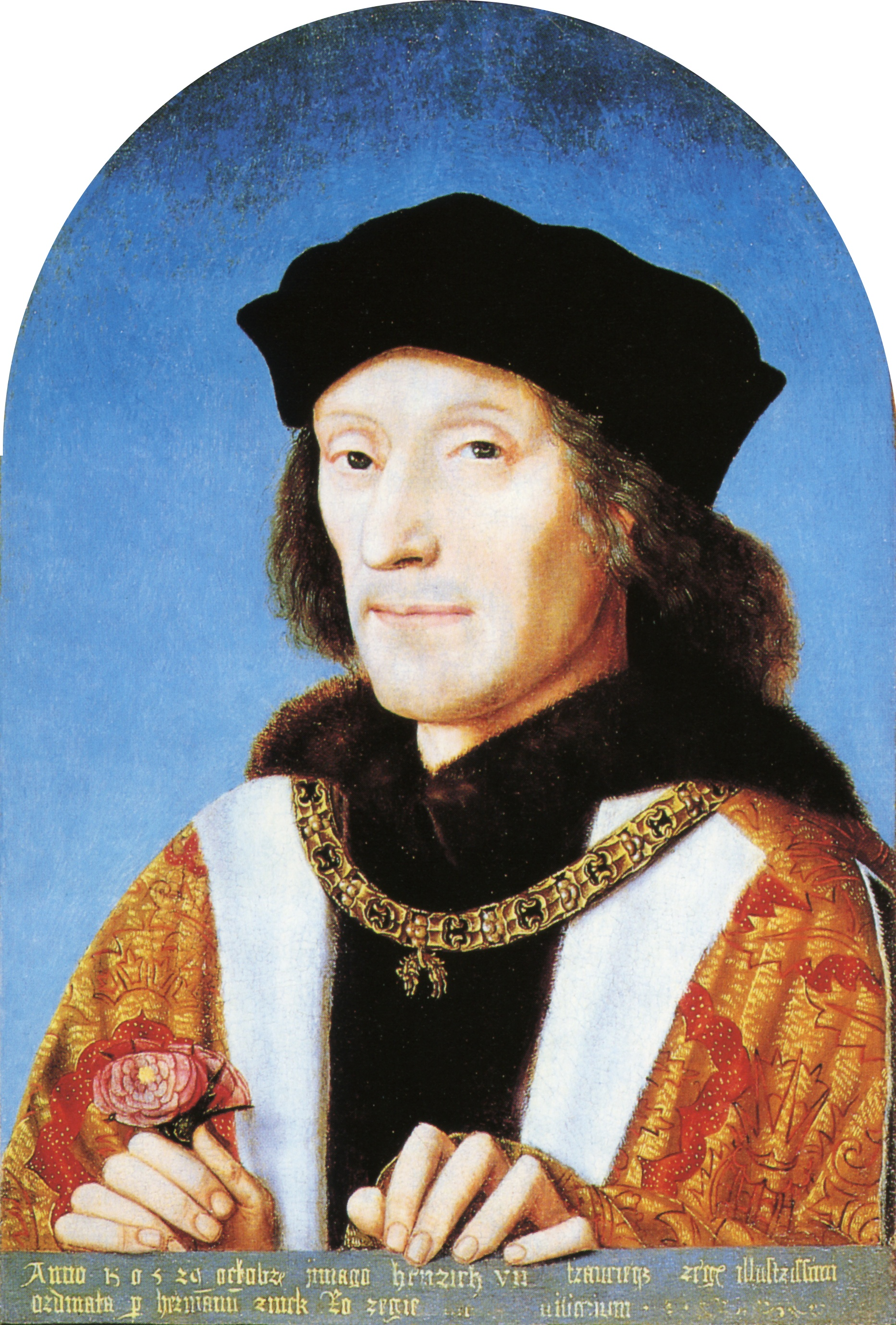
Enrico Tudor (Enrico VII), ultimo conte di Richmond

Stemma di Enrico Tudor, conte di Richmond

- Alano detto il Rosso ( † 1093), primo Lord di Richmond, costruì il castello di Richmond (North Yorkshire), alleato di Guglielmo il Conquistatore
- Alano detto il Nero  ( † 1098), fratello del precedente, secondo Lord di Richmond, alleato di Guglielmo il Conquistatore
- Stefano (962 circa - 1136) - fratello più giovane dei due predecessori, Conte di Penthièvre e terzo Lord di Richmond.

## Conti di Richmond, prima creazione (1136)
- Alano II detto il Nero, I conte di Richmond (prima del 1100-15 settembre 1146)
- Conan IV il Piccolo, (1138-20 febbraio 1171)
- Costanza di Bretagna
- Arturo I di Bretagna
- Alice di Thouars

## Conti di Richmond, seconda creazione (1219)
- Pietro I di Bretagna

titolo riconvocato alla corona nel 1235

## Conti di Richmond, terza creazione (1241)
- Pietro II di Savoia

## Conti di Richmond, quarta creazione (1248)
- Giovanni I di Bretagna che dà il suo titolo al figlio nel 1268
- Giovanni II di Bretagna

## Conti di Richmond, quinta creazione (1306)
- Giovanni di Bretagna
- Giovanni III di Bretagna (8 marzo 1286-30 aprile 1341)

## Conti di Richmond, sesta creazione (1341)
- Giovanni, IV duca di Bretagna (1295-16 settembre 1345), perde il titolo nel 1342

## Conti di Richmond, settima creazione (1342)
- Giovanni Plantageneto, I duca di Lancaster

## Conti di Richmond, ottava creazione (1372)
- Giovanni V di Bretagna

## Conti di Richmond, nona creazione (1414)
- Giovanni Plantageneto

## Conti di Richmond, decima creazione (1452)
- Edmondo Tudor
- Enrico Tudor, il titolo gli venne tolto dagli yorkisti nel 1461 benché Francesco II di Bretagna avesse riconosciuto il suo diritto come erede del titolo. Francesco combatté poi al suo fianco nella Battaglia di Bosworth Field e quando Enrico salì al trono il titolo andò alla corona

## Conti di Richmond, undicesima creazione
- Ludovic Stuart, II duca di Lennox (29 settembre 1574-16 febbraio 1624) creato duca di Richmond nel 1623.